# Parc provincial de Kokanee Glacier
Pour les articles homonymes, voir Kokanee.
Le parc provincial de Kokanee Glacier (anglais : Kokanee Glacier Provincial Park), fondé en 1922, est l'un des plus vieux parcs provinciaux de la Colombie-Britannique. D'une superficie de 320,35 km2, il fait partie de la chaîne Selkirk, dans la portion Ouest de la région des Kootenays. On y retrouve trois glaciers (le Kokanee, le Caribou et le Woodbury) qui alimentent environ trente lacs alpins.
Les villes les plus proches du parc sont Nelson, Ainsworth, Kaslo (en) et Slocan City (en). Le parc est accessible via cinq routes.

## Grays Peak
L'une des principales montagnes du parc est Grays Peak (en), nommée en l'honneur des frères Robert (en) et John Balfour Gray. La montagne est reconnue pour être celle qui est utilisée sur le logo des bières Kokanee.

## Histoire
En 1998, le parc acquiert une certaine visibilité lorsque le plus jeune des fils de Pierre Elliott Trudeau, Michel, est tué dans une avalanche alors qu'il y fait du ski (voir Kokanee Lake).